# Grootegast

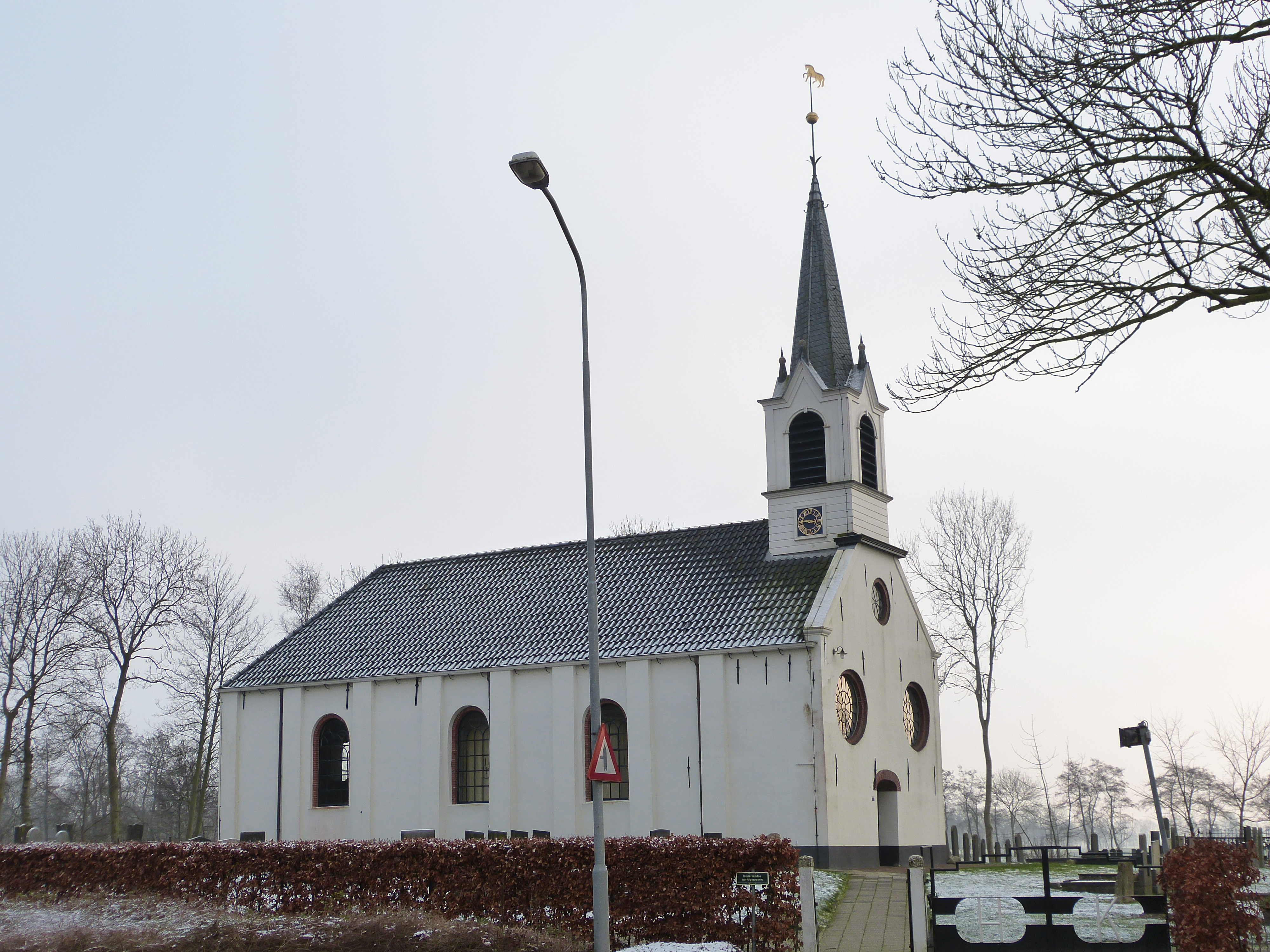
Kyrkan i Grootegast.

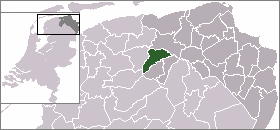
Grootegasts läge (grönt) i Groningen (mörkgrått).

Grootegast är en historisk kommun i provinsen Groningen i Nederländerna. Kommunens totala area är 87,78 km² (där 0,9 km² är vatten) och invånarantalet är på 12 060 invånare (2005).